# エーバーハルト・ユンゲル
エーバーハルト・ユンゲル（ドイツ語: Eberhard Jüngel, 1934年12月5日 - 2021年9月28日）は、ドイツの福音主義 (ルター派)神学者。1969年から2003年までテュービンゲン大学福音主義神学部で組織神学および宗教哲学担当教授として在任した。

## 経歴
旧東ドイツのマクデブルクの無宗教的な家庭に生まれる。ドイツ国内の教会学校やベルリンの大学で神学を学んだ後、スイスのバーゼル大学に留学してカール・バルトの門下に入る。1969年にテュービンゲン大学で組織神学と宗教哲学の教授に就任する。テュービンゲンで死去、。

## 思想
キリスト教を唯一絶対のものと捉えつつも、あらゆる人間（他宗教）を社会的・宗教的に平等に扱う姿勢を取っている。宗教多元主義の文脈においては、包括主義の立場に近いと言えるが、そもそも全宗教を局外中立的に観察する視点などは存在しないと考え、他宗教に関しては自宗教の信仰からしか語れないとする立場を固辞する。
また、師カール・バルトの『教会教義学』を引用し、「ロシアの共産主義からでも、フルート協奏曲からでも、さらには死んだ犬からでも神は我々に語りかける事が出来る」と述べている。
ルドルフ・ブルトマンやエルンスト・フックス、ゲアハルト・エーベリングなどの解釈学的神学や、マルティン・ハイデッガーやH-G・ガダマーの言語哲学を採り入れた神学を展開している。

## 主な著書
- 神の存在（ヨルダン社 1984年）
- 神の死―この暗い言葉
- 死-その謎と秘儀（新教出版社 1972年）